# Boletim do Museo Goeldi de Historia Natural e Ethnographia
Boletim do Museo Goeldi de Historia Natural e Ethnographia (abreviado Bol. Mus. Goeldi Hist. Nat. Ethnogr.) es una revista ilustrada con descripciones botánicas que fue editada en Belem. Se publicaron los volúmenes n.º 4 al 8 en los años 1904-1914. Fue precedida por Boletim do Museu Paraense de Historia Natural e Ethnographia y reemplazada por Boletim do Museu Paraense “Emilio Goeldi”.